# نحمد الله جت على ما تمنى (قصيدة)
نحمد الله جت على ما تمنى قصيدة شعبية سعودية للشاعر عبدالرحمن بن سعد الصفيان، تعد من أشهر قصائد العرضة في السعودية والخليج العربي، ونظمها الشاعر في حرب الوديعة عام 1969م (1389هـ).

## شاعر القصيدة
عبد الرحمن بن سعد بن محمد الصفيان، يعود إلى فخذ الشريفات من عبدة من شمر، ولد في الدرعية عام 1337هـ، شارك في الحملات التأسيسية للمملكة منذ أن كان صبياً، وتوفي يوم الأحد 3 شوال عام 1412هـ.

## روابط خارجية
الله يا منتخبنا الفنان طلال سلامهطلال مداح ومحمد عبده نحمد الله جت على ما تمنى
عرضة نحمد الله جت على ما تمنى